# Ryō Tateishi
Ryō Tateishi (jap. 立石諒 Tateishi Ryō; ur. 12 czerwca 1989 w Kanagawie) – japoński pływak, brązowy medalista olimpijski.
Pierwszy ważny sukces odniósł w 2010 roku podczas Igrzysk Azjatyckich, kiedy to zdobył złoty medal na 100 m stylem klasycznym.
Na Letnich Igrzyskach Olimpijskich w 2012 roku w Londynie Tateishi zdobył brązowy medal na 200 m stylem klasycznym.